# Czernyola
Czernyola är ett släkte av tvåvingar. Czernyola ingår i familjen träflugor.

## Dottertaxa tillCzernyola, i alfabetisk ordning[1]
- Czernyola amazonensis
- Czernyola annulipes
- Czernyola apsilutea
- Czernyola argoniae
- Czernyola atrifrons
- Czernyola australis
- Czernyola basalis
- Czernyola biloba
- Czernyola biseta
- Czernyola bisignata
- Czernyola boettcheri
- Czernyola borneoensis
- Czernyola brunneivibrissa
- Czernyola caligula
- Czernyola candida
- Czernyola chauliodon
- Czernyola chela
- Czernyola claripennis
- Czernyola conncinna
- Czernyola delta
- Czernyola fascipennis
- Czernyola feminea
- Czernyola festiva
- Czernyola flavofemorata
- Czernyola hyalina
- Czernyola loreto
- Czernyola melanosoma
- Czernyola nigripalpis
- Czernyola nigrithorax
- Czernyola novaeguineae
- Czernyola oedaleostylus
- Czernyola ornata
- Czernyola pacaraima
- Czernyola palliseta
- Czernyola phaios
- Czernyola pleuralis
- Czernyola pollostos
- Czernyola ponapensis
- Czernyola protomis
- Czernyola pullipleura
- Czernyola sasakawai
- Czernyola sedlaceki
- Czernyola synneura
- Czernyola thaiensis
- Czernyola transversa
- Czernyola trivittata
- Czernyola varicolor
- Czernyola weemsi
- Czernyola xanthonotum
- Czernyola zongo